# Allium ponticum
Allium ponticum är en amaryllisväxtart som beskrevs av Pavel Ivanovich Misczenko och Aleksandr Alfonsovitj Grossgejm. Allium ponticum ingår i släktet lökar, och familjen amaryllisväxter. Inga underarter finns listade i Catalogue of Life.